# Œ (слово латинице)
Œ œ (Œ œ; искошено: Œ œ) је слово латиничног писма - лигатура о и е. У средњовековном и раном модерном латинском коришћено је да представља грчки дифтонг οι и у неколико негрчких речи, употребе које се настављају у енглеском и француском.
У француском се такође користи у неким ненаученим речима, које представљају заобљене самогласнике у средњем предњем делу, радије него да звучи исто као é или è, што су традиционалне француске вредности тог слова у речима позајмљеним из или преко латинице.
Користи се у модерном правопису за старозападни нордијски језик и користи се у међународној фонетској абецеди да представља заобљени самогласник отвореног средњег предњег дела. У енглеској рунологији, Œ се користи за пресловљавање рунског слова  (староенглески ēðel „имање, дом предака“).

## Рачунарски кодови
| Знак                      | Œ                                | Œ                                | œ                              | œ                              |
| ------------------------- | -------------------------------- | -------------------------------- | ------------------------------ | ------------------------------ |
| Назив у Уникоду           | LATIN LIGATURE CAPITAL LETTER OE | LATIN LIGATURE CAPITAL LETTER OE | LATIN LIGATURE SMALL LETTER OE | LATIN LIGATURE SMALL LETTER OE |
| Врста кодирања            | децимална                        | хексадецимална                   | децимална                      | хексадецимална                 |
| Уникод                    | 338                              | U+0152                           | 339                            | U+0153                         |
| UTF-8                     | 197 146                          | C5 92                            | 197 147                        | C5 93                          |
| Нумеричка референца знака | &#338;                           | &#x152;                          | &#339;                         | &#x153;                        |
| Нумеричка референца знака | &OElig;                          | &OElig;                          | &oelig;                        | &oelig;                        |

## Слична слова
- Å å

- Ä ä

- Ø ø

- Ö ö

- Æ æ